# Вільнюське гето
54°41′00″ пн. ш. 25°19′00″ сх. д. / 54.6833333333° пн. ш. 25.3166666667° сх. д.
Вільнюське гето — одне з єврейських гето, утворених нацистами на території Литви в період Другої світової війни. За два роки існування його населення, понад 40 тисяч осіб, було майже повністю знищено. Вдалося врятуватися тільки кільком сотням в'язнів гето — утекти в ліси або переховатись у співчутливих місцевих жителів.

## Історія гето
22 червня 1941 року Німеччина почала війну проти СРСР, 24 червня німецькі війська захопили місто Вільнюс. Євреям було наказано носити пов'язки на рукаві з жовтою окантовкою і буквою J, заборонено ходити центральними вулицями і тротуарами. Пізніше з'явилася заборона на проїзд у громадському транспорті, відвідання парків, покупок на ринках до 11 години ранку.

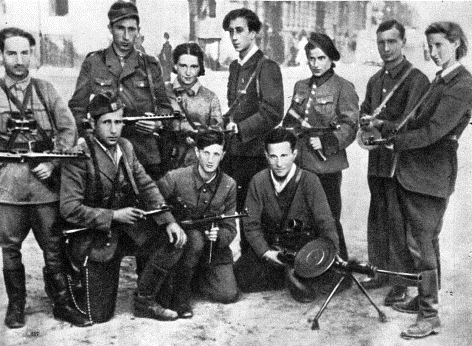
Підпільники вільнюського гето. В центрі стоїть Абба Ковнер

Вже 2 липня в місто прибула айнзатцгрупа A, яка у тісній взаємодії з литовської поліцією і місцевими активістами початку акції знищення в'язнів гето. Цивільні особи за кожного спійманого чоловіка-єврея отримували 10 рублів. За декілька кілометрів від Вільнюса в лісі біля селища і залізничної станції Панеряй (Понари) проводилися масові розстріли. До утворення гето німці, литовська поліція та активісти з місцевого населення знищили близько 30 тисяч жителів Вільнюса єврейського походження.
31 серпня після так званої «великої провокації», коли було оголошено, що «євреї стріляли в німецьких солдатів», почалася організація гето на території одного з кварталів, у Старому місті. При цьому 1-3 вересня до 10 тисяч місцевих жителів єврейського походження потрапили до Лукішкської в'язниці. У вересні близько 40 тисяч євреїв — жителів міста були зігнані в гето, оточене парканом з колючого дроту. Було створено два гето: «велике» і «мале», які були розділені вулицею Вокечю. У «великому» жили приблизно 30 тисяч осіб, в «малому» — близько 10 тисяч. У жовтні 1941 року «мале» гето було ліквідовано.
З кінця 1941 по вересень 1943 р. в гето знаходилося близько 15 тисяч в'язнів. Вільнюське гето було одним з небагатьох, де окупанти дозволили «культурне життя». Працювали театр, бібліотека, школа.
Але при цьому періодично проводилися «акції» (Aktionen), в ході яких знищувалися жителі. До кінця вересня 1943 року гето було остаточно ліквідовано, в'язні були переведені в концтабори (Вайвара) в Естонії, розстріляні в м. Паняряй або направлені до табору смерті в Польщі.